# Осыно (озеро)
Осыно (пол. Osyń) — озеро в муниципальном образовании «Себежское» (Долосчанской волости) Себежского района Псковской области. Находится на территории Себежского национального парка.
Площадь — 8,21 км² (821 га, с островами — 8,23 км²). Максимальная глубина — 10 м, средняя глубина — 4 м.
На берегу озера расположена деревня Осыно.
Проточное. Из озера вытекает река Осына — приток реки Нища, которая в свою очередь является притоком реки Дрисса бассейна реки Западная Двина.
Тип озера лещово-судачий. Массовые виды рыб: щука, лещ, судак, плотва, окунь, красноперка, густера, уклея, ерш, карась, линь, язь, угорь, сом, карп, налим, вьюн, щиповка, верховка, пескарь; а также длиннопалый рак (единично).
Для озера характерны в прибрежье леса, луга, болото, в литорали — песок, заиленный песок, ил, галька, камни, в центре — ил, заиленный песок, камни, песок.